# 239-й винищувальний авіаційний полк
239-й винищувальній авіаційний полк (рос. 239-й истребительный авиационный полк) — полк за часів Другої світової війни, що діяв у складі ВПС СРСР.

## Історія
Полк сформовано в жовтні 1941 року на аеродромі Сейм в Горьковській області. 
Бойові дії почав 22 липня 1941 року в складі 10-ї змішаної авіаційної дивізії ВПС Західного фронту.
Переформован у серпні 1944 року в 181-ї гвардійський винищувальний авіаційний полк.

## Матеріальна частина полку
| Дата                    | Тип літака |
| ----------------------- | ---------- |
| 10.04.1941 - 01.04.1942 | ЛаГГ-3     |
| 01.04.1942 - 15.10.1942 | Як-1       |
| 15.10.1942 - 15.04.1945 | Ла-5       |

## Командири полку
| Період               | Командир полку                               |
| -------------------- | -------------------------------------------- |
| 06.1941 - 30.09.1943 | підполковник Курочкін Олексій Іннокентійович |
| 01.10.1943 - 10.1944 | майор Ванжа Вакула Миколайович               |